# Oleksandr Khotsianivskyi
Oleksandr Iosypovych Khotsianivskyi (ukrainien : Олександр Йосипович Хоцянівський), né le 20 juillet 1990 à Donetsk, est un lutteur ukrainien, spécialiste de lutte libre.

## Carrière
Il participe au tournoi de lutte aux Jeux olympiques d'été de 2012 à Londres dans la catégorie des moins de 120 kg, et est éliminé au premier tour par le Turc Taha Akgül. Médaillé d'argent à l'Universiade d'été de 2013 à Kazan en moins de 120 kg, il remporte la médaille de bronze en moins de 125 kg aux Championnats d'Europe de lutte 2014 à Vantaa.
Il est médaillé de bronze des moins de 125 kg aux Championnats d'Europe de lutte 2019 à Bucarest, aux Jeux européens de 2019 à Minsk ainsi qu'aux Championnats du monde de lutte 2019 à Noursoultan et aux Championnats d'Europe de lutte 2021 à Varsovie.